# Шарлотта Вуд
Шарлотта Вуд (англ. Charlotte Wood; нар. 1965) — австралійська письменниця. Газета The Australian схарактеризувала Вуд як «одну з наших [австралійських] найоригінальніших та найпровокаційніших письменниць».

## Дитинство та освіта
Вуд народилася в Кумі, штат Новий Південний Уельс. Вона має ступінь доктора філософії Університету Нового Південного Уельсу; попередні ступені — магістр творчих мистецтв Університету Техасу та бакалавр Університету Чарльза Старта.

## Кар'єра
Її перу належать сім романів – «Шматочки дівчини» (1999), «Затоплений собор» (2004), «Діти» (2007), «Люди-тварини» (2011), «Природний хід речей» (2015), «Вихідні» (2019) та «Молитва на кам’яному подвір’ї» (2023). Крім того, написала книжку про творчість «Світле рішення» (2021), збірку інтерв'ю з австралійськими письменниками «Кімната письменника» (2016) та збірку особистих роздумів про кулінарію «Кохання та голод» (2012). А ще була редакторкою антології творів про братів і сестер «Брати та сестри» (2009).
Її книжки схвально сприйняли критики й вони часто потрапляли у списки лауреатів премій. 2016 року роман «Природний шлях речей» отримав премію Stella Prize, премію Indie Book Awards за роман року та премію «Книга року», а також був номінований на інші премії, зокрема на премію Майлза Франкліна та премію Барбари Джефферіс. Книжку «Люди-тварини» було номіновано на літературну премію Прем'єр-міністра Нового Південного Уельсу 2013 року й вона була у довгому списку премії Майлза Франкліна 2012 року. Має журналістську освіту, а також викладала письмо на різних рівнях.
2014 року її було призначено на три роки головою кафедри мистецької практики, літератури, в Австралійській раді мистецтв.
Наразі вона живе в Сіднеї.
У травні 2016 року було оголошено, що Вуд виграла стипендію Writer in Residence у Центрі Чарльза Перкінса Сіднейського університету. Як  його почесна членкиня, Вуд співпрацює з фахівцями в галузі охорони здоров'я, пропонуючи літературні погляди на складну тему старіння.
2024 року її роман «Молитва на кам'яному подвір'ї» номінували на Букерівську премію.

## Нагороди та почесні звання
- 1999 – Премія Джима Гамільтона, переможниця, «Шматочки дівчини»
- 2000 – Премія Доббі, фіналістка (у короткому списку), «Шматочки дівчини»
- 2005 – Літературна премія Майлза Франкліна, короткий список, «Затоплений собор»[12]
- 2005 – Премія Співдружності (регіон Азійсько-Тихоокеанський), у короткому списку, «Затоплений собор»
- 2007 – Премія Австралійської книжкової індустрії, художня проза, у короткому списку, «Діти»
- 2012 – Літературна премія Майлза Франкліна, довгий список, «Люди-тварини»[13]
- 2012 – Премія Кіббл, короткий список, «Люди-тварини»[14]
- 2013 – Премія Крістіни Стед за художню прозу[15], короткий список, «Люди-тварини»
- 2013 – Премія глядацьких симпатій, Прем'єра штату Новий Південний Уельс, переможниця, «Люди-тварини»
- 2016 – Стипендія письменника-резидента в Центрі Чарльза Перкінса Сіднейського університету[10]
- 2016 – Премія Стелли, переможниця, «Природний хід речей»[16][17]
- 2019 – Орден Австралії, 2019 Орден на честь дня народження королеви за «вагомий внесок у літературу»[18]
- 2019 – Відзнака 100 найвпливовіших жінок у галузі мистецтва, культури й спорту від The Australian Financial Review[19]
- 2020 – Премія Стелли, короткий список, «Вихідні»[20]
- 2020 – Літературна премія Майлза Франкліна, довгий список, «Вихідні»[21]
- 2020 – Золота медаль Австралійського літературного товариства, короткий список, «Вихідні»[22]
- 2021 – Премія Крістіни Стед за художню прозу, короткий список, роман «Вихідні»[23]
- 2024 – Премія Прем’єра штату Вікторія за художню прозу, короткий список, роман «Молитва на Кам'яному подвір'ї»[24]
- 2024 – Премія Майлза Франкліна, довгий список, роман «Молитва на Кам'яному подвір'ї»[25]
- 2024 – Букерівська премія, короткий список, роман «Молитва на Кам'яному подвір'ї»[11]
- 2024 – Літературна премія Прем’єр-міністра Австралії за художню прозу, короткий список, роман «Молитва на Кам'яному подвір'ї»[26]
- 2024 – Премія Барбари Джефферіс, короткий список, роман «Молитва на Кам'яному подвір'ї»[27]
- 2025 – Дублінська літературна премія, довгий список, роман «Молитва на Кам'яному подвір'ї»[28]

### Художня література
- Шматочки дівчини (1999)
- Затоплений собор (2004)
- Діти (2007)
- Люди-тварини (2011)
- Природний хід речей (2015)
- Вихідні (2019)
- Молитва на Кам'яному подвір'ї (2023)

### Нехудожня література
- Кохання та голод (2012)
- Кімната письменника: Розмови про письменство (2016)
- Світле рішення (2021)

### Як редакторка
- «Брати та сестри» (2009) – оповідання 12 австралійських письменників, серед яких Нам Ле, Крістос Ціолкас, Теган Беннетт Дейлайт, Кейт Кеннеді та інші.

## Інтерв'ю
- Книжковий клуб «Перший вівторок»
- Національне радіо ABC – Життя має значення
- Національне радіо ABC – Книжкове шоу
- Веб-сайт продавців книг Readings
- Всесвітня служба BBC - Всесвітній книжковий клуб

## Зовнішні посилання
- Вебсайт Шарлотти Вуд
- Сторінка автора Random House